# Jeannette, Pennsylvania
Jeannette là một thành phố thuộc quận Westmoreland, tiểu bang Pennsylvania, Hoa Kỳ. Năm 2010, dân số của thành phố này là 9654 người.